# Pternistis castaneicollis
El francolín cuellicastaño (Pternistis castaneicollis) es una especie de ave galliforme de la familia Phasianidae propia de África Oriental. Es una especie de francolín de gran porte ya que mide de 33 a 37 cm de largo y pesa entre 500 a 1200 g .

## Distribución
Se lo encuentra en Etiopía, Somalia, y posiblemente Kenia.